# New York-i afférok
A New York-i afférok (eredeti cím: The Only Living Boy in New York) 2017-ben bemutatott amerikai filmdráma, amelyet Allan Loeb forgatókönyvéből Marc Webb rendezett. A főbb szerepekben Callum Turner, Kate Beckinsale, Pierce Brosnan, Cynthia Nixon, Kiersey Clemons és Jeff Bridges látható.
Az Amerikai Egyesült Államokban 2017. augusztus 11-én, Magyarországon 2017. szeptember 28-án mutatták be a mozikban.

## Cselekmény
Thomas Webb egy friss főiskolai kibukott, aki próbálja kitalálni, mit kezdjen az életével. Titokban szerelmes barátjába, Mimibe, ám az érzés nem kölcsönös. Egy nap találkozik új szomszédjával, W.F. Geralddal, akivel hamar szoros kapcsolatot alakít ki, és akitől életvezetési tanácsokat kap.
Amikor Thomas és Mimi együtt elmennek egy bárba, Thomas meglátja apját, Ethan Webbet, amint megcsókol egy másik nőt, Johannát. Attól tartva, hogy az affér összetörné labilis idegállapotú édesanyját, Judithot, Thomas nyomozni kezd Johanna után. Amikor szembesíti őt, meglepődik, hogy a nő ismeri őt. Johanna elárulja, hogy szerkesztőként dolgozik Ethan mellett, és felismerte Thomast a férfi irodájában lévő fényképekről. Thomas arra kéri, hagyja békén apját. Johanna viszont visszavág, mondván, Thomas még gyerek, aki valójában vele is le akar feküdni. Thomas erről beszámol W.F.-nek, majd végül bevallja, hogy valóban vonzódik Johannához.
Egy baráti bulin Thomas ismét találkozik Johannával, ezúttal egy másik férfi társaságában. Thomas prostituáltnak nevezi, mire Johanna elmondja, hogy a kísérője meleg. Thomas hirtelen felindulásból megcsókolja Johannát, és viszony alakul ki köztük. Thomas lassan beleszeret a nőbe, és elmondja neki, hogy gyerekkora óta író szeretne lenni, de apja mindig azt mondta az írásaira, hogy „csak elfogadható színvonalúak”.
Thomas W.F. távollétében felfedez egy kéziratot a lakásában, melynek címe: The Only Living Boy in New York. Kiderül, hogy W.F. valójában egy sikeres, de visszavonultan élő író, akit Thomas inspirált arra, hogy újra írni kezdjen. Thomas megmutatja neki a saját esszéit, és W.F. elismeri: valóban van tehetsége az íráshoz. Thomas meghívja W.F.-et apja cégének rendezvényére, és Mimivel érkezik a partira. Meglepetésére Mimi ezúttal gyengéd érzelmeket mutat iránta, sőt rákérdez, vajon Thomas viszonyt folytat-e Johannával – amit ő tagad. Amikor Thomas meglátja W.F.-et a partin, megpróbálja bemutatni őt az anyjának, Judithnak, de W.F. hirtelen eltűnik. Felmegy a tetőre, ahol találkozik Johannával, és figyelmezteti: ne bántsa Thomast.
Eközben Ethan megkéri Johanna kezét, mire a nő véget vet a Thomas-szal való kapcsolatának. A feldühödött Thomas ezután apját is szembesíti, és elárulja neki, hogy ő maga is viszonyt folytatott Johannával. Ethan dühösen távozik, míg Johanna sírva közli Thomasszal, hogy valójában tényleg szereti Ethant. Azt is hozzáteszi, hogy Thomas még mindig nem ért igazán semmit. Ezután megmutat neki egy újságcikket Ethan irodájából, amelyen egy fiatal Thomas látható egy teniszmérkőzés megnyerése után – a nézők között pedig ott áll W.F. is. Thomas szembesíti W.F.-et, aki végül elmondja az igazat: ő valaha közeli barátja volt a szüleinek. Mivel Ethan meddő, W.F. vállalta, hogy gyermeket nemz Judithnak, így ő Thomas biológiai apja. W.F. idővel rájött, hogy szerelmes Judithba, de távol maradt. Judith is felismerte, hogy őt szereti, és W.F. távozása vezetett hosszú éveken át tartó depressziójához. W.F. azóta távolról figyelte Thomast, remélve, hogy egyszer kapcsolatot teremthet vele – ami végre megtörtént. Amikor Thomas visszatér szülei házába, megtudja, hogy Ethan bevallotta az afférját Judithnak, és válni akar. Thomas közli az anyjával, hogy találkozott W.F.-fel, és tudja, hogy ő volt az igazi szerelme.
Egy évvel később Thomas egy könyvesboltban dolgozik, miközben próbálja megjelentetni az írásait. Ethan betér a boltba, és beszélgetnek. Ethan felajánlja, hogy segít neki kiadói kapcsolataival, de Thomas visszautasítja. Megkérdezi, hogy tartja-e még a kapcsolatot Johannával, amire Ethan azt mondja: nem – majd beismeri, hogy ez hazugság. Thomas elmegy egy könyvbemutatóra, ahol Judith a közönség soraiban ül, miközben W.F. felolvassa új könyvét, The Only Living Boy in New Yorkot. Thomas mosolyogva figyeli őket – az anyja végre boldog.

## Szereplők
| Szereplő     | Színész             | Magyar hang        |
| ------------ | ------------------- | ------------------ |
| Thomas Webb  | Callum Turner       | Orosz Ákos         |
| Johanna      | Kate Beckinsale     | Pikali Gerda       |
| Ethan Webb   | Pierce Brosnan      | Kautzky Armand     |
| Judith Webb  | Cynthia Nixon       | Bertalan Ágnes     |
| W.F. Gerald  | Jeff Bridges        | Sörös Sándor       |
| Mimi Pastori | Kiersey Clemons     | Bogdányi Titanilla |
| George       | Tate Donovan        | Rosta Sándor       |
| David        | Wallace Shawn       | Harsányi Gábor     |
| Barbara      | Anh Duong           | Détár Enikő        |
| Anna         | Debi Mazar          | Pápai Erika        |
| Buster bácsi | Bill Camp           | Kőszegi Ákos       |
| James        | James Saito         |                    |
| Peter        | Peter Francis James |                    |

### Magyar változat
- Bemondó: Galambos Péter
- Magyar szöveg: Petőcz István
- Hangmérnök: Tóth Imre
- Vágó: Varga Máté
- Gyártásvezető: Vigvári Ágnes
- Szinkronrendező: Nikas Dániel
- Produkciós vezető: Bor Gyöngyi

A szinkront a Direct Dub Studios készítette el.

## A film készítése
2012. augusztus 15-én jelentették be, hogy Marc Webb rendezi a filmet. A színészek különböző időpontokban csatlakoztak a szereplőgárdához: Miles Teller 2014. november 4-én, majd Callum Turner 2016. szeptember 8-án, aki végül Teller helyére került. Kate Beckinsale 2016. szeptember 20-án, Pierce Brosnan 2016. szeptember 23-án, míg Kiersey Clemons 2016. szeptember 27-én csatlakozott a produkcióhoz. A forgatás 2016 októberében kezdődött.